# جردن آدبایو-اسمیت
جردن آدبایو-اسمیت (انگلیسی: Jordan Adebayo-Smith؛ زادهٔ ۱۱ ژانویهٔ ۲۰۰۱) بازیکن فوتبال اهل آمریکا است که در پست مهاجم در لیگ برتر فوتبال ایالات متحده آمریکا برای مینه‌سوتا یونایتد بازی می‌کند. او قبلا برای ساتون یونایتد و لینکولن سیتی بازی می‌کرد و مدتی را به صورت قرضی در گرنثم تاون، بوستون یونایتد و گینزبورو ترینیتی گذراند.